# سرگئی سولویوف
سرگئی الکساندروویچ سولویوف (روسی: Серге́й Алекса́ндрович Соловьёв؛ زاده ۲۵ اوت ۱۹۴۴ در کم، جمهوری شوروی سوسیالیستی کارلو-فنلاند – درگذشته ۱۳ دسامبر ۲۰۲۱) کارگردان، فیلم‌نامه‌نویس، و تهیه‌کننده اهل روسیه بود. از آثار وی می‌توان به کبوتر وحشی و آسا اشاره کرد.
وی همچنین برندهٔ جوایزی همچون خرس نقره‌ای برای بهترین کارگردان (۱۹۷۵)، جایزه دولتی اتحاد شوروی و هنرمند مردمی روسیه شده‌است.